# Leichtathletik-Halleneuropameisterschaften 2021/Teilnehmer (Slowakei)
| Gelbes Symbol für Goldmedaillen mit stilisierten Olympischen Ringen | Graues Symbol für Silbermedaillen mit stilisierten Olympischen Ringen | Braundes Symbol für Bronzemedaillen mit stilisierten Olympischen Ringen |
| ------------------------------------------------------------------- | --------------------------------------------------------------------- | ----------------------------------------------------------------------- |
| —                                                                   | —                                                                     | 1                                                                       |

Aus der Slowakei starteten drei Athletinnen und vier Athleten bei den Leichtathletik-Halleneuropameisterschaften 2021 in Toruń, die eine Bronzemedaille errangen.

## Ergebnisse

### Frauen

#### Laufdisziplinen
| Athletin             | Disziplin   | Vorlauf    | Vorlauf | Halbfinale         | Halbfinale         | Finale             | Finale             |
| Athletin             | Disziplin   | Zeit       | Platz   | Zeit               | Platz              | Zeit               | Platz              |
| -------------------- | ----------- | ---------- | ------- | ------------------ | ------------------ | ------------------ | ------------------ |
| Monika Weigertová    | 60 m        | 7,37 s     | 22      | 7,42 s             | 22                 | nicht qualifiziert | nicht qualifiziert |
| Iveta Putalová       | 400 m       | 53,69 s SB | 34      | nicht qualifiziert | nicht qualifiziert | nicht qualifiziert | nicht qualifiziert |
| Stanislava Škvarková | 60 m Hürden | 8,21 s     | 24      | 8,23 s             | 22                 | nicht qualifiziert | nicht qualifiziert |

### Männer

#### Laufdisziplinen
| Athlet         | Disziplin | Vorlauf | Vorlauf | Halbfinale         | Halbfinale         | Finale             | Finale             |
| Athlet         | Disziplin | Zeit    | Platz   | Zeit               | Platz              | Zeit               | Platz              |
| -------------- | --------- | ------- | ------- | ------------------ | ------------------ | ------------------ | ------------------ |
| Tomáš Matuščák | 60 m      | 6,79 s  | 45      | nicht qualifiziert | nicht qualifiziert | nicht qualifiziert | nicht qualifiziert |
| Ján Volko      | 60 m      | 6,63 s  | 4       | 6,57 s SB          | 2                  | 6,61 s             | Bronze             |
| Šimon Bujna    | 400 m     | 47,93 s | 38      | nicht qualifiziert | nicht qualifiziert | nicht qualifiziert | nicht qualifiziert |
| Martin Kučera  | 400 m     | 48,44 s | 45      | nicht qualifiziert | nicht qualifiziert | nicht qualifiziert | nicht qualifiziert |